# Сала Консилина
Сала Консилина (итал. Sala Consilina) је насеље у Италији у округу Салерно, региону Кампанија.
Према процени из 2011. у насељу је живело 11734 становника. Насеље се налази на надморској висини од 461 м.

## Становништво
| 1931. | 1936. | 1951.  | 1961.  | 1971.  | 1981.  | 1991.  | 2001.  | 2011.  |
| ----- | ----- | ------ | ------ | ------ | ------ | ------ | ------ | ------ |
| 8.943 | 9.020 | 10.688 | 10.944 | 11.427 | 12.215 | 12.772 | 12.716 | 12.258 |